# Pedro Nolasco Fonseca
Pedro Nolasco Fonseca fue un militar argentino, guerrero de la independencia de su nación, y de las de Chile y Perú.

## Biografía
Pedro Nolasco Fonseca nació en el Virreinato del Río de la Plata (en la actual provincia de San Juan) en 1801.
Joven aún se sumó al Ejército de los Andes alistándose en el Batallón Nº 1º de Cazadores de Los Andes al mando del entonces teniente coronel Rudecindo Alvarado.
Tomó parte de la campaña independentista del general José de San Martín en Chile. Participó de la batalla de Chacabuco el 12 de febrero de 1817, Cancha Rayada y Maipú, tras la que fue ascendido a cadete.
Tras la retirada de los realistas vencidos en Maipú al sur de Chile, Fonseca siguió a su batallón en la campaña que se inició al mando del brigadier general Antonio González Balcarce. Su actuación en la batalla del Paso del Bio Bio el 19 de enero de 1819 le valió la promoción al grado de subteniente.
El 10 de enero de 1820 se produjo la sublevación de su batallón, que se encontraba acantonado en San Juan. Fonseca se hallaba de permiso por lo que logró escapar y pasar a Chile.
Integró la Expedición Libertadora del Perú formando en el Batallón N.º 4 de Chile y combatió frente a las fortalezas del Callao, participó en la defensa de Lima en septiembre de 1821 y participó de las Campañas a Puertos intermedios
En julio de 1822 fue jefe de escolta del general San Martín durante las entrevistas que mantuvo con Simón Bolívar en Guayaquil.
Tras la partida del general, Fonseca permaneció en el ejército en operaciones y participó de las batallas de Torata y Moquegua en enero de 1823.
De regreso en Lima tras la derrota a fines de 1823 los restos de su unidad fueron repatriados por el gobierno de Chile.
Fonseca se radicó en ese país, falleciendo en 1862 en la Villa de Vicuña (región de Coquimbo) a los 61 años de edad.